# Łazariew (Rosja)
Łazariew – osiedle typu miejskiego w Rosji, w Kraju Chabarowskim. W 2010 roku liczyło 1308 mieszkańców.